# Martin Pedersen
Martin Pedersen (Brøndby, 15 aprile 1983) è un ex ciclista su strada danese, professionista dal 2006 al 2013.

## Carriera
Gareggia nella categoria Under-23 con il Team PH nel 2004 e con il Team GLS nel 2005, anno nel quale ottiene molte vittorie in competizioni per Under-23, tra cui il Gran Premio San Giuseppe, la Liegi-Bastogne-Liegi di categoria e due tappe all'Olympia's Tour.
Firma il suo primo contratto da professionista con il Team CSC per le stagioni 2006 – anno in cui vince una tappa e la classifica generale del Tour of Britain – e 2007. Dopo una stagione ancora al Team GLS e una, il 2009, al Team Capinordic (in cui vince il Giro di Colonia), nel 2010 si trasferisce alla Footon-Servetto, formazione del circuito UCI ProTour. Nel 2011 veste quindi la divisa del Team Leopard-Trek, mentre dal 2012 al 2013 gareggia per la Christina Watches-Onfone.

## Palmarès
- 2004

Campionati danesi, Prova in linea under 23
- 2005 (dilettante)

2ª tappa Giro della Toscana Under-23
4ª tappa GP Veckan (Södra Sandby)
3ª tappa Horsens (Horsens > Horsens)
Gran Premio San Giuseppe
Liegi-Bastogne-Liegi Under-23
2ª tappa Olympia's Tour (Veendam > Hardenberg)
3ª tappa Olympia's Tour (Hardenberg > Tiel)
1ª tappa Ringerike Grand Prix (Hønefoss > Hønefoss)
2ª tappa Ringerike Grand Prix (Hønefoss > Hønefoss)
4ª tappa Ringerike Grand Prix (Hønefoss > Hønefoss)
- 2006

1ª tappa Tour of Britain (Glasgow > Castle Douglas)
Classifica generale Tour of Britain
- 2008

1ª tappa Kreiz Breizh (Callac > Plouray)
2ª tappa Circuit des Ardennes (Fumay > Givet)
4ª tappa, 2ª semitappa Okolo Slovenska (Bánovce nad Bebravou > Žilina)
Omloop van het Houtland
- 2009

3ª tappa Tre Giorni di Vaucluse (Le Thor > Pertuis)
Grand Prix de la ville de Nogent-sur-Oise
Giro di Colonia
Grand Prix Cristal Energie
- 2012

Classifica generale Tour of China
- 2013

Circuit d'Alger

### Altri successi
- 2007

Classifica scalatori Eneco Tour
- 2009

Classifica a punti Tre Giorni di Vaucluse

## Piazzamenti

### Grandi Giri
- Giro d'Italia

2010: ritirato (11ª tappa)
- Vuelta a España

2010: 131º

### Competizioni mondiali
- Campionati del mondo

Madrid 2005 - In linea Under-23: 16º